# Séverine Berthelot
Séverine Berthelot est une actrice française née à Paris [Quand ?].

## Biographie
Séverine A. Berthelot est née à Paris et quitte la France à l’âge de 18 mois. Cette expatriation lui permet de découvrir et de s’ouvrir à d’autres cultures. Très sportive (athlétisme, marathon, volley, plongée), elle découvre également le théâtre dans les différentes écoles et lycées internationaux où elle est élève. Après avoir joué Les Fourberies de Scapin  et  Les Précieuses Ridicules  de Molière sa passion pour la comédie se confirme. Repérée à 16 ans, elle défile pour Kenzo, Jean-Paul Gaultier, et ses capacités de métamorphose et d'adaptation lui vaudront d'être surnommée "Le caméléon", pourtant elle décide de suivre une voie plus conventionnelle. Après ses études, elle est engagée et formée par la Société générale de surveillance (SGS), leader mondial de l'inspection, du contrôle, de l'analyse et de la certification. En 2000, elle intègre une ambassade en Afrique, où elle est chargée du protocole et travaille sur les projets culturels. Parallèlement dans la sous-région, la guerre au Libéria qui débute en 1989 et qui s'étend en Sierra Leone en 1991, connaissent leur apogée en matière d'atrocités, et Séverine travaille avec les organismes sur place, à la protection et à la prise en charge des déplacés et des victimes de guerre. Elle quitte son poste cinq ans plus tard pour celui de directeur administratif et financier de clinique médicale à Conakry. Mais un appel toujours plus fort et grandissant la pousse à quitter cette situation professionnelle bien établie et l'Afrique en 2007 : Jouer la comédie.[style à revoir]
Elle commence sa formation avec Antonio Ferrera en 2007 au Studio de l’Aigle à Paris, puis elle poursuit ses cours du coach américain Bernard Hiller à Paris et Hambourg, puis entame une formation théâtrale avec Morales  metteur en scène de l’École d’art dramatique de Buenos Aires. 
Elle joue aux côtés de Jean-Luc Reichmann et Dominique Guillo, dans la série Victor Sauvage. En 2010, elle incarne l'un des personnages principaux du long métrage iranien Paris to Paris, réalisé par Mohammad Hussein Latifi. Elle devient la partenaire de Jean-François Galotte pour la campagne publicitaire « Allianz avec vous de A à Z » (Billy Pocondriaque). La vie est belle, 2013..
Elle apparaît pour la première fois sur TF1 dans Victor Sauvage, série télévisée de Patrick Grandperret puis entre autres, dans le téléfilm Clemenceau réalisé par Olivier Guignard. On peut la voir également dans la deuxième saison de la série Les Hommes de l'ombre réalisée par Jean-Marc Brondolo et diffusée sur France 2 en octobre 2014, et dans la série Soda réalisée par Jean-Michel Bensoussan diffusé sur M6, Balthazar, saison 4 réalisée par Franck Brett et diffusée sur TF1 en 2023, Joséphine, ange gardien réalisée par Nicolas Herdt qui sortira en 2024.
Côté théâtre, En 2011, elle incarne le premier rôle du spectacle de Robert Hossein Une Femme nommée Marie,, dont la première mondiale a lieu le 13 août sur le parvis de la basilique Notre-Dame de Lourdes et est retransmise en direct sur France 3.
Séverine joue également dans des courts-métrages qui ont été sélectionnés et primés en festivals comme  Joyeux anniversaire de Nicolas Khamsopha, Je suis une icône de Crystal V. Lesser, Kube et Mauw-Hack de F.Manga, des longs-métrages Les enfants des autres de Rebecca Zlotowski, Hikikomori réalisé par Sophie Attelann.
Elle continue de se former à la technique Sanford Meisner depuis 2015 auprès de Pico Berkowitch – cinéaste et formateur qui a assisté divers professeurs d’art dramatique aux États-Unis  et en France comme Barry Primus — acteur et cinéaste, Judith Weston — professeur à Los Angeles, Bobby Lewis — fondateur de l’Actors Studio. Il est instructeur certifié de la formation de l’acteur à la méthode Meisner.

## Filmographie

### Cinéma
- 2009 : Sentiment Inconnu, réalisé par Alix Véronèze
- 2010 : Paris To Paris, réalisé par Hossein Latifi (récompensé au Festival International du Film FJAR à Téhéran en février 2011)
- 2021 : Hikikomori, réalisé par Sophie Attelann
- 2022 : Les enfants des autres, réalisé par Rebecca Zlowtoski

### Télévision
- 2010 : Victor Sauvage (TF1), réalisé par Patrick Grandperret (avec Jean-Luc Reichmann et Dominique Guillo)
- 2010 : Un Divorce de Chien (TF1), réalisé par Lorraine Lévy (avec Élie Semoun)
- 2012 : Clemenceau, (France 2) réalisé par Laurent Tuel
- 2014 : Les Hommes de l'ombre (saison 2)[4] (France 2) réalisé par Jean-Marc Brondolo
- 2014 :  Soda - saison 4 (M6) réalisé par J.M Bensoussan
- 2020 : Le mensonge (France 2), réalisé par Vincent Garenq
- 2021: Sam - saison 5 (TF1), réalisé par Philippe Lefebvre et Mathilde Vallet
- 2022 : L'Europe des merveilles (Canal Docs) réalisé par Angèle Berland

### Court-métrage
- 2015 : Je suis une icône, réalisé par Crystal V. Lesser (Sélection nationale au Festival "Eurydice" de Fécamp)
- 2015 : The Faiiry of the Lake, réalisé par Boulomsok Svadphaiphane
- 2016 : L'entretien, réalisé par Sophie Attelann
- 2017 : Joyeux Anniversaire, réalisé par Nicolas Khamsopha ( récompensé au Festival du Film de Rome CinémaDoc 2017, au Stockholm Independant Film Festival 2017 et au Golden Anteater « The Krzysztof Szot Award » 11th Lublin Film Festival 2017)
- 2023 : Mauw-Hackh, réalisé par Fabrice Manga
- 2023 : Rage, réalisé par Youssouf Ba

### Théâtre
- 2011 : Une Femme nommée Marie - Robert Hossein / Première mondiale à Lourdes devant 30 000 personnes[3] - Prix du Poisson d’Argent
- 2011 : Une Femme nommée Marie - Robert Hossein / Palais des Congrès de Paris
- 2013 : N'oublie pas les chevaux écumants du passé - J.C Duret
- 2020: À fleur de larmes - Antonin Gouilloud

### Voix
- 2011 : Coach de voix : Une Déclaration, réalisé par Matias Mendes et Jean Kinsella (Ville de Valence). Prix de la ville éco citoyenne - 63e Journée Internationale des Droits de l'Homme
- 2013 : Gitta Mallasz, mon Maître, documentaire de Bernard Montaud sur celle qui a recueilli et traduit les Dialogues avec l'ange
- 2016 : La plus belle histoire de tous les temps: les 10 commandements (Elie Chouraqui)
- 2023 : Cité des Sciences et de l'industrie de Paris - exposition temporaire "Foules"
- 2024 : Cité des Sciences et de l'industrie de Paris - exposition temporaire "Foules"